# Khamsing Srinawk

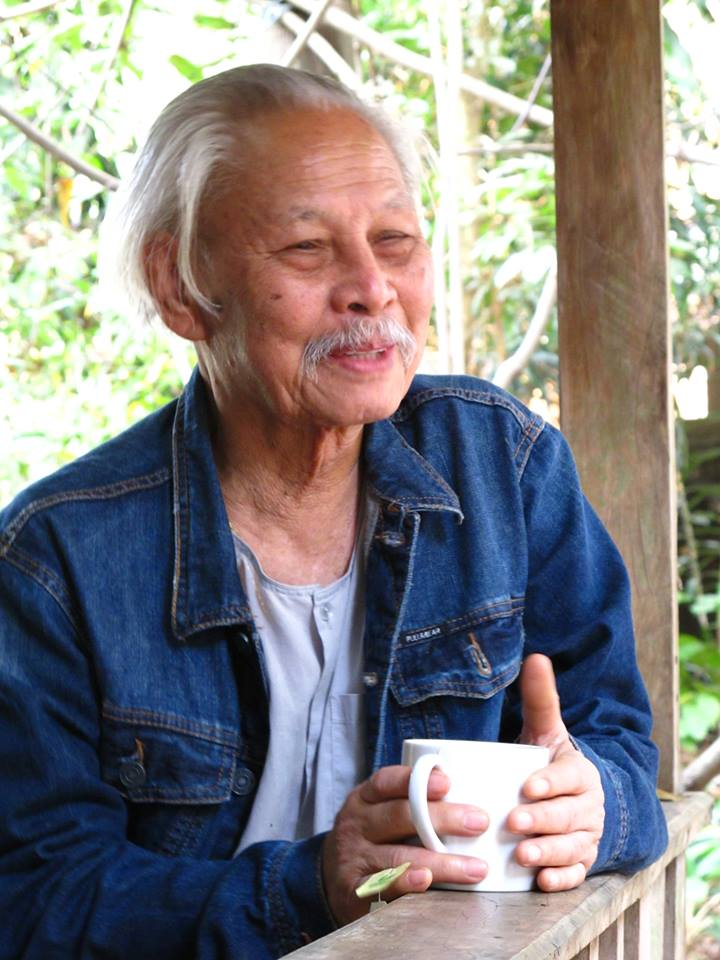
Khamsing Srinawk

Khamsing Srinawk (thailändisch คำสิงห์ ศรีนอก, als Pseudonym auch Lao Khamhawm; * 25. Dezember 1930 in Amphoe Bua Yai, Nakhon Ratchasima) ist ein thailändischer Autor aus dem Isan, der Nordostregion von Thailand.
Khamsing stammt aus einer bäuerlichen Familie und studierte an der Chulalongkorn-Universität in Bangkok. Er ist hauptsächlich bekannt als Autor satirischer Kurzgeschichten, wie zum Beispiel Der goldbeinige Frosch. 1992 wurde er als Nationalkünstler für Literatur ausgezeichnet.
| Personendaten    | Personendaten                                        |
| ---------------- | ---------------------------------------------------- |
| NAME             | Khamsing Srinawk                                     |
| ALTERNATIVNAMEN  | คำสิงห์ ศรีนอก (thailändisch); Lao Khamhawm (Pseudonym) |
| KURZBESCHREIBUNG | thailändischer Autor                                 |
| GEBURTSDATUM     | 25. Dezember 1930                                    |
| GEBURTSORT       | Amphoe Bua Yai, Nakhon Ratchasima                    |